# 葛蕾絲·哈珀爾
葛蕾絲·哈珀爾（羅馬化：Grace Harper，1998年4月20日—），汉名徐敏馨，小名Grace，2022年透過泰國第7電視台舉辦的演員甄選競賽“7HD NEW STARS”出道。

## 早期生活
Grace於1998年4月20日出生於泰國曼谷，目前就讀於泰國斯坦福國際大學的廣告與公共關係學院。

## 演藝經歷
Grace於2022年初成功獲選為泰國7台的演員徵選活動"Ch7HD NEW STARS"的新進演員，出道前曾拍過TikTok的自製短劇《I'm Your Boyy》。
2023年4月21日，出演的首部電視劇《勇闖鐵崖》於7台的週三週四黃金檔首播，於劇中飾演"Olivia"。

## 影視作品

### 電視劇
| 首播年份 | 戲名                     | 戲名   | 播放平台 | 角色            | 備註 |
| 首播年份 | 譯名                     | 原文名 | 播放平台 | 角色            | 備註 |
| 2023年   | 《勇闖鐵崖》             |        | Ch7HD    | Olivia          | 配角 |
| 2024年   | 《彩虹翡翠》             |        | Ch7HD    | Natasha         | 配角 |
| 待公布   | 《境遇雙生》             |        | Ch7HD    |                 | 配角 |
| 待公布   | 《欺騙》                 |        | Ch7HD    |                 | 配角 |
| 待公布   | 《Player：無法抗拒的愛》 |        |          | Jirapat （Jay） | 配角 |

### 網路劇
| 首播年份 | 戲名              | 戲名   | 播放平台 | 角色 | 備註 |
| 首播年份 | 譯名              | 原文名 | 播放平台 | 角色 | 備註 |
| 2022年   | 《I'm Your Boyy》 |        | TikTok   |      | 主演 |

### 主持
| 年份   | 節目名稱                | 節目名稱 | 播放平台 | 備註                      |
| 年份   | 譯名                    | 原文名   | 播放平台 | 備註                      |
| 2022年 | 《Let's go my friends》 |          | Ch7HD    | 與Ch7HD New Stars共同主持 |
| 2023年 | 《Let's go my friends》 |          | Ch7HD    | 與Ch7HD New Stars共同主持 |

## 外部連結
- 葛蕾絲·哈珀爾於Channel 7的簡介 （页面存档备份，存于）（泰文）
- 葛蕾絲·哈珀爾的Instagram帳戶（泰文）